# Muscat de Hamburg

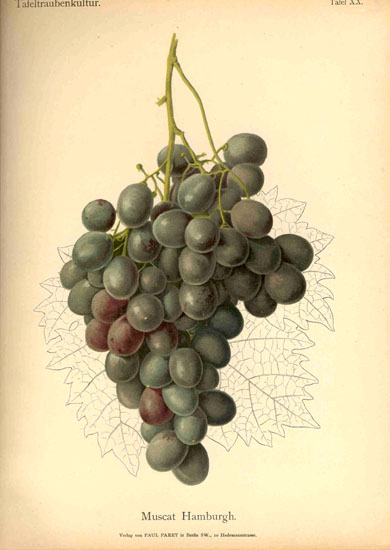
Muscat de Hamburg

Muscat de Hamburg (sau Muscat de Hambourg și Tămâioasă Hamburg) este o varietate de struguri rezultată din încrucișarea varietăților Muscat d'Alexandrie și Trollinger (soi cunoscut și cu numele Frankenthal). Însă confirmarea prin analize ADN încă nu a fost făcută. Încă nu este clar dacă includerea numelui orașului Hamburg în denumirea acestui soi s-a datorat faptului că îmbutelierea vinului bazat pe această varietate a fost atestată prima oară în Hamburg, în 1836. Din Hamburg, vinul din struguri Muscat de Hamburg a devenit popular în Anglia începând din 1860.

### Strugurii
Sunt mari, ramuroși, cu ramificațiile secundare foarte dezvoltate. Pedunculul este lung și erbaceu, la fel și restul ciorchinelui. Boabele sunt mari, cărnoase, crocante, cu gust puternic de muscat și acoperite cu un strat gros de pruină. 
În cultură se întâlnesc două biotipuri de Muscat de Hamburg: un biotip cu boabe sferice, ușor ovale, colorate uniform în negru-albăstrui, considerat cel mai valoros, și altul cu boabe elipsoidale, colorate neuniform în roșu-violaceu, mai puțin valoros.

### Însușirile biologice
Perioada de vegetație mijlocie este de 165-170 zile, timp în care necesită o temperatură globală de peste 30°C. Are o creștere vegetativă puternică și fertilitate bună, 50-60% din lăstari fiind fertili. Este sensibil la meiere și mărgeluire, fenomene care se manifestă puternic spre vârful ciorchinilor. În anii cu condiții climatice nefavorabile, în timpul înfloritului, florile nu leagă și cad în masă, acesta constituind defectul major al soiului Muscat de Hamburg. 
Rezistențe biologice: mijlocie la ger (-18°C); slabă la secetă; foarte sensibil la mană, făinare și putregaiul cenușiu al strugurilor. În zonele de șes este puternic atacat de molii.

### Cerințe agrotehnice
Muscat de Hamburg are nevoie de multă căldură și insolație. De aceea se cultivă în condiții bune în podgoriile din zonele colinare subcarpatice. Preferă solurile ușoare, bine aprovizionate cu substanțe nutritive și apă. Pentru asigurarea polenizării suplimentare, în plantații se asociază în sortiment biologic cu soiul Cinsault: 2 rânduri de Muscat Hamburg, 1 rând de Cinsault cu care se aseamană la struguri. Necesită tăiere lungă cu 8-10 ochi a coardelor, forma de conducere recomandată fiind capul înălțat dr. Guyot. Tăierea în cepi de rod duce la diminuarea producției. Încărcătura la tăiere este de 12-15 ochi.

### Însușirile agrotehnice și tehnologice
În România soiul Muscat de Hamburg este cultivat pe o suprafață de aproximativ 2.900 hectare. În condițiile eco-climatice din România, maturarea strugurilor se realizează cu 10-15 zile după Chasselas doré (soi de epoca a IV-a). 
În sudul țării, maturarea strugurilor începe încă pe la finele lunii august, iar în podgoriile subcarpatice în tot cursul lunii septembrie. Producțiile obținute sunt mijlocii (10-14 t/ha), din care 60-70% reprezintă producția marfă. Durata de conservabilitate a strugurilor pe butuc este redusă (10-15 zile), după care boabele se zbârcesc și pierd din aromă. 
La maturarea deplină, strugurii acumulează cantități mari de zahăr (160-170 g/l), aciditatea rămâne echilibrată (4,5-5,5 g/l H2SO4), încât strugurii sunt vinificabili, obținându-se vinuri ușoare de masă.

## Sinonime
Black Hamburg (în S.U.A.), Black Muscat, Black Muscat of Alexandria, Blauer Hamburger Muskat, Frankental, Golden Hamburg, Hambourg musqué, Hambro, Hamburg Moschato, Hamburgii muskotály, Hamburgskii misket, Hamburski Misket, Hampton Court Wine, Malaga rouge, Moscatel de Hamburgo, Moscatel negro, Moscatel prato, Moscatel preto, Moscato d’Amburgo/Moscato di Amburgo, Moscato nero, Moscato nero di Amburgo, Moscato preto, Moschato amvourgou, Moschato tyrnavou, Muscat Albertient's, Muscat cernii aleksandriiskii, Muscat de Hambourg, Muscat gamburgskii, Muscat Hamburg, Muskat Hamburg crni, Muskat-Trollinger, Oeillade musqué, Queen’s Arbor, Red Muscat of Alexandria, Siyah misket, Snow’s Seedling, Snow’s muscat hamburgh, Tamâioasa hamburg, Venn's Seedling black muscat, Zibibbo Nero.
Origine: Muscat d'Alexandrie × Trollinger